# Walter Thomae

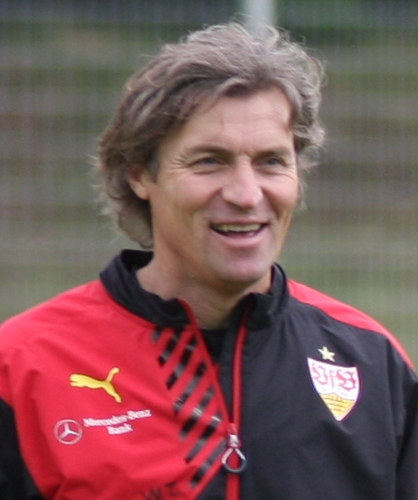
Walter Thomae (2015)

Hans-Walter Thomae (* 4. November 1966) ist ein deutscher Fußballtrainer.

## Karriere
Als Spieler qualifizierte sich Walter Thomae mit der SpVgg 07 Ludwigsburg in der Saison 1993/94 in der damals drittklassigen Oberliga Baden-Württemberg für die neue Regionalliga. Er absolvierte in der Spielzeit 1994/95 für Ludwigsburg sechs Spiele in der Regionalliga Süd. Zudem war Thomae für den VfR Heilbronn und seinen Heimatverein, den SV Germania Bietigheim aktiv.
Die Trainerkarriere von Walter Thomae begann beim VfL Gemmrigheim im Juli 2001. Nach einem Zerwürfnis mit der Abteilungsleitung trat Thomae aber bereits nach dem ersten Saisonspiel zurück. Im Juli 2002 übernahm dann Thomae den FV Löchgau, damals noch in der Kreisliga A und führte den Klub im Jahre 2004 in die Bezirksliga Enz/Murr. 2006 wechselte er zur zweiten Mannschaft des VfB Stuttgart und wurde dort der Assistent von Rainer Adrion. Unter Adrions Nachfolgern Reiner Geyer, Jürgen Seeberger und Jürgen Kramny blieb Walter Thomae als Co-Trainer beim VfB Stuttgart II im Amt. Im April 2014 schloss er die DFB-Ausbildung zum Fußballlehrer erfolgreich ab.
Nachdem sein Vorgesetzter Jürgen Kramny am 24. November 2015 zum Interimstrainer der Bundesligamannschaft des VfB Stuttgart ernannt wurde, übernahm Walter Thomae interimsweise das Cheftraineramt beim VfB II in der 3. Profi-Liga. Bei Thomaes Debüt als Cheftrainer im Profifußball erreichte er am 28. November 2015 mit der zweiten Mannschaft der Stuttgarter im Auswärtsspiel beim 1. FC Magdeburg am 18. Spieltag der Saison 2015/16 ein 2:2-Unentschieden. Am 20. Dezember 2015 wurde Thomae auf Dauer zum neuen Cheftrainer des VfB Stuttgart II ernannt. Nach dem Abstieg des VfB Stuttgart II in die Regionalliga Südwest zur Saison 2016/17 wurde er vom Posten des Cheftrainers freigestellt und durch Sebastian Gunkel ersetzt. Thomae blieb dem Verein jedoch als Leiter des Nachwuchsbereiches erhalten. Nachdem der VfB sich wiederum von Gunkel trennte, übernahm Thomae die zweite Mannschaft am 22. November 2016 interimsweise bis zur Winterpause erneut. In der Saison 2018/19 war er unter Marc Kienle und später Andreas Hinkel nochmals Co-Trainer der Stuttgarter Zweitvertretung. Ende Februar 2021 wurde Thomae als Nachfolger von Hans-Jürgen Boysen beim abstiegsgefährdeten Regionalligisten SG Sonnenhof Großaspach als Trainer vorgestellt. Nach lediglich zwei Siegen in 13 Spielen trat er Anfang Mai zurück, wenige Tage später wurde Rainer Scharinger als sein Nachfolger präsentiert. Zur Saison 22/23 wurde er Trainer der Sport-Union Neckarsulm in der Oberliga Baden-Württemberg, hier trat er bereits Ende Oktober wieder zurück. Zur neuen Saison wechselte Thomae als Co-Trainer von Jürgen Seeberger zum FC Vaduz nach Lichtenstein, diesen Posten behielt er auch unter Seeberger´s Nachfolger Martin Stocklasa. Als sich der Verein von Stocklasa trennte, wurde auch der Vertrag von Thomae aufgelöst.
In der Winterpause 24/25 wurde Thomae als Co-Trainer von den Würzburger Kickers verpflichtet.